# Trinidad e Tobago nos Jogos Olímpicos de Verão da Juventude de 2010
Trinidad e Tobago participou dos Jogos Olímpicos de Verão da Juventude de 2010 em Cingapura. Sua delegação foi composta por 26 atletas que competiram em apenas três esportes. A pequena nação caribenha conquistou uma medalha de ouro.

## Medalhistas
| Medalha | Nome            | Esporte | Evento                | Data         |
| ------- | --------------- | ------- | --------------------- | ------------ |
| Ouro    | Christian Homer | Natação | 50 m costas masculino | 16 de agosto |

## Atletismo
| Evento                       | Atleta               | Qualificação | Qualificação | Final     | Final        |
| Evento                       | Atleta               | Resultado    | Posição      | Resultado | Posição      |
| ---------------------------- | -------------------- | ------------ | ------------ | --------- | ------------ |
| 100 m masculino              | Ayodele Taffe        | 11.05        | 11º (3º q2)  | 10.98     | 6º (Final B) |
| 200 m masculino              | Darvin Sandy         | 22.12        | 11º (5º q3)  | 22.15     | 2º (Final B) |
| 400 m com barreiras feminino | Gabriela Cumberbatch | 59.90        | 5º (3º q2)   | 1:01.93   | 7º (Final A) |
| 400 m feminino               | Kernesha Spann       | 57.57        | 14º (4º q3)  | 57.07     | 6º (Final B) |

## Futebol
Feminino:
| Elenco | Preliminares                               | Preliminares | Disputa pelo 5º lugar                    | Pos. final |
| Elenco | Grupo B                                    | Pos.         | Disputa pelo 5º lugar                    | Pos. final |
| --- | ------------------------------------------ | ------------ | ---------------------------------------- | ---------- |
| Lebrisca Phillip, Tonietta Phillip, Abigail Jacob, Corinna Sequea, Adeka Spence, Shanyce Harding, Darian Diaz, Shari Thomas, Shanisa Camejo, Marlique Asson, Brittaney Prescott, Kerrecia Simon, Shanicar Diamond, Daydra James, Shenice Garcia, Jonelle Warrick, Anique Walker, Sheniec David | CHI Chile D 0-1 GEQ Guiné Equatorial D 1-3 | 3º           | PNG Papua-Nova Guiné V (pen) 0 (4)-0 (2) | 5º         |

## Natação
| Evento                    | Atleta                                                               | Qualificação | Qualificação | Semifinais  | Semifinais   | Final       | Final           |
| Evento                    | Atleta                                                               | Resultado    | Posição      | Resultado   | Posição      | Resultado   | Posição         |
| ------------------------- | -------------------------------------------------------------------- | ------------ | ------------ | ----------- | ------------ | ----------- | --------------- |
| 50 m livre masculino      | Cadell Lyons                                                         | 23.78        | 13º (6º q6)  | 24.01       | 16º (8º sf2) | Não avançou | Não avançou     |
| 50 m borboleta masculino  | Cadell Lyons                                                         | 25.02        | 4º (3º q3)   | 24.90       | 3º (2º sf1)  | 24.88       | 5º              |
| 100 m borboleta masculino | Cadell Lyons                                                         | 55.54        | 14º (5º q5)  | 54.88       | 13º (6º sf1) | Não avançou | Não avançou     |
| 50 m costas masculino     | Christian Homer                                                      |              |              | 26.31       | 1º (sf1)     | 26.36       | Medalha de ouro |
| 100 m costas masculino    | Christian Homer                                                      | 59.71        | 23º (7º q3)  | Não avançou | Não avançou  | Não avançou | Não avançou     |
| 50 m borboleta feminino   | Khadeja Phillip                                                      | 30.04        | 17º (6º q2)  | Não avançou | Não avançou  | Não avançou | Não avançou     |
| 100 m borboleta feminino  | Khadeja Phillip                                                      | 1:06.35      | 28º (2º q2)  | Não avançou | Não avançou  | Não avançou | Não avançou     |
| 100 m livre feminino      | Kimberlee John-Williams                                              | 1:00.15      | 36º (6º q3)  | Não avançou | Não avançou  | Não avançou | Não avançou     |
| 200 m livre feminino      | Kimberlee John-Williams                                              | 2:11.92      | 36º (4º q2)  |             |              | Não avançou | Não avançou     |
| 4x100 livre misto         | Christian Homer Kimberlee John-Williams Cadell Lyons Khadeja Phillip | 3:51.35      | 16º (6º q3)  |             |              | Não avançou | Não avançou     |
| 4x100 m medley misto      | Christian Homer Kimberlee John-Williams Cadell Lyons Khadeja Phillip | 4:20.21      | 15º (6º q3)  |             |              | Não avançou | Não avançou     |